# Ectoedemia preisseckeri
Ectoedemia preisseckeri là một loài bướm đêm thuộc họ Nepticulidae. Nó được tìm thấy ở Cộng hòa Séc và Slovakia to Ý và Hy Lạp.
Sải cánh dài 5-6.6 mm. Con trưởng thành bay vào tháng 5 và tháng 6. Có một lứa một năm.
Ấu trùng ăn Ulmus campestris và Ulmus laevis. Chúng ăn lá nơi chúng làm tổ. 